# Андреєвське (Калязінський район)
Андреєвське (рос. Андреевское) — присілок в Калязінському районі Тверської області Російської Федерації.
Населення становить 12 осіб. Входить до складу муніципального утворення Нерльське сільське поселення.

## Історія
Від 2005 року входило до складу муніципального утворення Нерльське сільське поселення.

## Населення
| 1859 | 1888 | 2002 | 2008 | 2010 |
| ---- | ---- | ---- | ---- | ---- |
| 272  | ↗288 | ↘25  | ↘21  | ↘12  |